# Sychesia melini
Sychesia melini är en fjärilsart som beskrevs av Felix Bryk 1953. Sychesia melini ingår i släktet Sychesia och familjen björnspinnare. Inga underarter finns listade i Catalogue of Life.